# Klaus S. Freyberger
Klaus Stefan Freyberger (* 31. Oktober 1948 in Fürth) ist ein deutscher Klassischer Archäologe.

## Leben und Wirken
Klaus S. Freyberger schloss sein Studium 1982 mit dem Magistertitel ab, 1985 promovierte er an der Universität München, Thema der Dissertation war Stadtrömische Kapitelle aus der Zeit von Domitian bis Alexander Severus. Zur Arbeitsweise und Organisation stadtrömischer Werkstätten der Kaiserzeit. Von 1985 bis 1990 arbeitete Freyberger zunächst als Wissenschaftliche Hilfskraft, dann als Referent an der Außenstelle Damaskus des Deutschen Archäologischen Instituts. 1993 erfolgte die Habilitation zum Thema Die frühkaiserzeitlichen Heiligtümer der Karawanenstationen im hellenisierten Osten. Zeugnisse eines kulturellen Konflikts im Spannungsfeld zweier politischer Formationen an der Universität zu Köln. 1994 lehrte Freyberger an der Universität München, anschließend wurde er Leiter der Außenstelle Damaskus des DAI. Zudem wurde er 1998 zum außerplanmäßigen Professor an der Universität zu Köln ernannt. Von 2002 bis zu seiner Pensionierung 2013 war er Zweiter Direktor an der Abteilung Rom des Deutschen Archäologischen Instituts, sein Nachfolger wurde Norbert Zimmermann.
Freyberger forscht vornehmlich zur griechisch-römischen Architektur und Kunst in Syrien. Aktuelle Forschungsprojekte sind die städtische Zentren der Kaiserzeit in Südsyrien, besonders Qanawat, kaiserzeitliche Tempelbauten im Hauran und im Libanon sowie zu kaiserzeitlichen Grabporträts in Südsyrien.

## Schriften
- Stadtrömische Kapitelle aus der Zeit von Domitian bis Alexander Severus. Zur Arbeitsweise und Organisation stadtrömischer Werkstätten der Kaiserzeit. von Zabern, Mainz 1990, ISBN 3-8053-1078-1
- mit Friederike Sinn: Museo Gregoriano Profano ex Lateranense. Katalog der Skulpturen. Band 1, 2: Die Ausstattung des Hateriergrabes (= Monumenta artis Romanae Bd. 24). Reichert, Wiesbaden 1986, ISBN 3-8053-1734-4
- Die frühkaiserzeitlichen Heiligtümer der Karawanenstationen im hellenisierten Osten. Zeugnisse eines kulturellen Konflikts im Spannungsfeld zweier politischer Formationen (= Damaszener Forschungen. Bd. 6). von Zabern, Mainz 1998, ISBN 3-8053-2268-2
- (Hrsg.): Kulturkonflikte im Vorderen Orient an der Wende vom Hellenismus zur römischen Kaiserzeit (= Orient-Archäologie. Bd. 11). Verlag Marie Leidorf, Rahden 2003, ISBN 3-89646-641-0
- Das Forum Romanum. Spiegel der Stadtgeschichte des antiken Rom. Philipp von Zabern, Mainz 2009.
- Ostia. Facetten des Lebens in einer römischen Hafenstadt. Nünnerich-Asmus Verlag, Mainz 2013, ISBN 978-3-943904-05-5.
- mit Christine Ertel, Kathrin Tacke und Hassan Hatoum: Kanatha von hellenistischer bis spätantiker Zeit. Band 1: Die Heiligtümer. Orte der Herrschaft und urbane Kommunikationszentren (= Damaszener Forschungen. Band 16). Philipp von Zabern, Darmstadt 2015, ISBN 978-3-8053-4832-4.
- mit Christine Ertel: Die Basilica Aemilia auf dem Forum Romanum in Rom. Bauphasen, Rekonstruktion, Funktion und Bedeutung (= Sonderschriften des Deutschen Archäologischen Instituts Rom. Band 17). Reichert, Wiesbaden 2016, ISBN 978-3-89500-976-1.
- mit Christian Zitzl: Im Labyrinth des Kolosseums. Das größte Amphitheater der Welt auf dem Prüfstand. Nünnerich-Asmus Verlag, Mainz 2016, ISBN 978-3-945751-45-9.
- mit Christine Ertel und Markus Wolf: Die Basilica Julia auf dem Forum Romanum in Rom. Archäologischer Befund, Rekonstruktion, Baugeschichte, Bedeutung und Rezeption (= Sonderschriften des Deutschen Archäologischen Instituts Rom. Band 27). Harrassowitz, Wiesbaden 2025, ISBN 978-3-447-12227-6.